# Csülök pékné módra
Csülök pékné módra (golonka na sposób piekarzowej) – potrawa kuchni węgierskiej sporządzana z golonki wieprzowej, ziemniaków, cebuli i czosnku, pieczonych przez kilka godzin w piekarniku.

## Historia
Potrawa powstała z potrzeby wykorzystania ciepła rozgrzanego pieca chlebowego. Danie to, które uważane jest za typowo węgierskie, pochodzi prawdopodobnie z Francji, gdzie po porannym upieczeniu chleba przez piekarza, jego żona mogła włożyć do pieca golonkę obłożoną ziemniakami i cebulą. Dzięki temu czasochłonne danie mogło być gotowe na obiad.
Chociaż dokładne pochodzenie tak przygotowywanej golonki owiane jest tajemnicą, pewne jest, że pod mięso wkładano niewielką ilość tłuszczu, a powstałym sosem mięso polewano, by upiec skórkę na chrupko. Warzywa pieczone wraz z mięsem zyskiwały wyjątkowo na smaku.
Jak wiadomo, piece chlebowe były nie tylko we Francji, więc nie tylko tam korzystano z ich ciepła. W innych krajach również przygotowywano podobne potrawy. W Niemczech, zamiast sosem pieczeniowym, polewano golonki piwem, a zamiast ziemniaków dodatkiem była kiszona kapusta. W Czechach dodawano słoniny, cebuli i czosnku, a golonkę często doprawiano majerankiem.

## Potrawa we współczesnej kuchni węgierskiej
Każda wersja dania jest duża, sycąca, ale też tłusta. Brak pieca chlebowego nie jest problemem, ponieważ potrawę można upiec w piekarniku w glinianym naczyniu z pokrywą lub na dużej blasze do pieczenia pod folią aluminiową.
Niektórzy sądzą, że golonka jest najlepsza, jeśli na wstępie się ją ugotuje, podczas gdy inni uważają, że najlepsza jest upieczona w cieście chlebowym. Pewne jest to, że wersji tego prostego dania jest tak wiele, że trudno zdecydować, jaki był oryginalny przepis.